# 浪速警察署
浪速警察署（なにわけいさつしょ）は、大阪府警察が管轄する警察署の一つである。大規模警察署であり署長は警視正であったが、2024年3月現在は警視 。

## 所在地・最寄り駅
- 大阪府大阪市浪速区日本橋五丁目5番11号
  - Osaka Metro堺筋線 恵美須町駅
  - 阪堺線 恵美須町停留場

## 所轄
- 大阪市浪速区

## 交番一覧
- 恵美須交番 - 大阪市浪速区恵美須西三丁目3番37号
- 桜川交番 - 大阪市浪速区桜川三丁目1番1号
- 新世界交番 - 大阪市浪速区恵美須東三丁目4番20号
- JRなんば駅前交番 - 大阪市浪速区湊町一丁目4番1号　大阪シティエアターミナルビル内
- 体育会館前交番 - 大阪市浪速区難波中三丁目4番39号
- 大国交番 - 大阪市浪速区大国三丁目1番1号
- 浪速町交番 - 大阪市浪速区浪速東三丁目12番15号
- 日本橋東交番 - 大阪市浪速区日本橋東三丁目2番16号